# António dos Santos França
António dos Santos França, noto anche con il soprannome Ndalu (Mupa, 9 aprile 1938) è un ex calciatore e politico angolano con cittadinanza portoghese naturalizzato cubano.

## Biografia
António dos Santos França è nato nell'allora colonia portoghese dell'Angola. Si è poi trasferito in Portogallo per studiare e giocare a calcio nel massimo campionato lusitano. Si sposta poi a Cuba ove si laurea in agronomia. Ottenne anche la cittadinanza cubana, vestendo anche la maglia della nazionale caraibica.
Aderì al Movimento Popolare di Liberazione dell'Angola, che dal 1961 era uno dei movimenti politici impegnati nella guerra d'indipendenza contro il Portogallo. Divenne importante membro del partito, ottenendo anche il grado di generale e dopo l'indipendenza, ottenuta dal paese africano nel 1975, venne eletto nell'Assemblea nazionale ed ottenne importanti incarichi diplomatici, come il titolo di ambasciatore negli Stati Uniti d'America nel 1995, ufficio che tenne sino al 2001.
Nel 2017 fu tra le figure chiave dell'MPLA che spinsero il presidente angolano José Eduardo dos Santos al ritiro in quell'anno.

## Calciatore

### Club
Nativo della colonia portoghese dell'Angola, giocò in Portogallo con lo Sporting Lisbona, disputando nove incontri di campionato tra il 1958 ed il 1960, ottenendo come miglior piazzamento il secondo posto nella Primeira Divisão 1959-1960.
Nelle due stagioni successive fu in forza all'Académica, ove trovò più impiego ed ottenendo come miglior piazzamento il settimo posto della Primeira Divisão 1960-1961.
Trasferitosi a Cuba, ottenendone anche la cittadinanza, giocò nel 1965 con l'Industriales e nel 1967 con La Habana, con cui vinse anche il titolo nazionale.

### Nazionale
Trasferitosi a Cuba, ne ottenne anche la cittadinanza, venendo convocato in nazionale. Con i caraibici partecipò alle qualificazioni al campionato mondiale di calcio 1966 e alle Qualificazioni al Campionato CONCACAF 1967 / NORCECA.

### Statistiche

#### Cronologia presenze e reti in nazionale[7]
| Cronologia completa delle presenze e delle reti in nazionale ― Cuba | Cronologia completa delle presenze e delle reti in nazionale ― Cuba | Cronologia completa delle presenze e delle reti in nazionale ― Cuba | Cronologia completa delle presenze e delle reti in nazionale ― Cuba | Cronologia completa delle presenze e delle reti in nazionale ― Cuba | Cronologia completa delle presenze e delle reti in nazionale ― Cuba | Cronologia completa delle presenze e delle reti in nazionale ― Cuba | Cronologia completa delle presenze e delle reti in nazionale ― Cuba |
| Data                                                                | Città                                                               | In casa                                                             | Risultato                                                           | Ospiti                                                              | Competizione                                                        | Reti                                                                | Note                                                                |
| ------------------------------------------------------------------- | ------------------------------------------------------------------- | ------------------------------------------------------------------- | ------------------------------------------------------------------- | ------------------------------------------------------------------- | ------------------------------------------------------------------- | ------------------------------------------------------------------- | ------------------------------------------------------------------- |
| 7-2-1965                                                            | L'Avana                                                             | Cuba                                                                | 2 – 1                                                               | Giamaica                                                            | Qual. Mondiali 1966                                                 | 1                                                                   |                                                                     |
| 12-1-1967                                                           | Kingston                                                            | Cuba                                                                | 1 – 1                                                               | Haiti                                                               | NORCECA 1967                                                        | -                                                                   |                                                                     |
| 14-1-1967                                                           | Kingston                                                            | Giamaica                                                            | 2 – 1                                                               | Cuba                                                                | NORCECA 1967                                                        | 1                                                                   |                                                                     |
| 17-1-1967                                                           | Kingston                                                            | Cuba                                                                | 2 – 2                                                               | Antille Olandesi                                                    | NORCECA 1967                                                        | -                                                                   | Uscita                                                              |
| Totale                                                              |                                                                     | Presenze                                                            | 3                                                                   |                                                                     | Reti                                                                | 0                                                                   |                                                                     |

### Palmarès

#### Competizioni nazionali
- Campeonato Nacional de Fútbol de Cuba: 1

La Habana: 1967